# 南満洲鉄道ケハ7型気動車
南満洲鉄道ケハ7型気動車（みなみまんしゅうてつどうケハ7がたきどうしゃ）は、かつて南満洲鉄道（満鉄）が保有していた液体式気動車であり、流線形で片運転台式の車体と、主機とフォイト式液体変速装置による動力伝達装置を台車上に搭載する動力方式を特徴としている。

## 導入の経緯
南満洲鉄道では近隣に小学校のない沿線の子弟の通学に貨物列車を必要箇所に適宜停車させてその輸送に充てていたが、運転上支障があることと、危険があることから1930年度に気動車18両を導入して通学輸送に充当した。その結果、三等客車に比べ快適で、客室への煤煙の侵入がないことから旅客にも好評であるうえ、運転経費も安価であったため、1931年度以降正式に一般旅客の輸送取扱を開始している。
このような経緯で導入が進められた南満洲鉄道の気動車の多くは日本車輌製造製であったが、一部は大連工場でも製造されており、保有量数は1934年に83両、1937年には120両となり、この頃には列車運行キロが年間5百万 kmを超えるに至っていた。この間、当初採用されたガソリン機関に加えて、軽油もしくは重油を燃料とするディーゼル機関も使用され、機械式気動車のほか電気式気動車も導入されている。
しかしながら、都市近郊列車では利用客の増加により単行の気動車では輸送力が不足したことから、蒸気機関車による短編成の区間列車を運行したが乗客の評判は芳しくなく、利用者の減少につながったため、これに代えて機械式気動車の2両重連運転を実施した。しかし、機関士の技量面およびブレーキ装置の制約面から3両重連での運転は不可とされ、一方で、短編成列車の運行を目的にジハ1型とジテ1型で採用された電気式は製造コストの高さが欠点とされた。
そのため、重連総括制御を可能としながら価格の低減と動力伝達効率の向上、重量の軽減、運転操作の容易化を図った新たな気動車を導入することとなり、液体式変速装置と出力110 kWのディーゼル機関を搭載する本形式と、同出力のディーゼル機関に流体継手と電磁制御式変速機とを組合わせた動力伝達方式のケハ6型101-102号車（旧形式ジハ4型101-102号車、1940年に4両を増備）、および出力75 kWのガソリン機関に同じく流体継手と電磁制御式変速機とを組み合わせたキハ4型101-102号車（旧形式ケハ5型301-302号車、1937年製）が開発されている。
本形式はケハ7型201-202号車として1938年に日本車輌製造本店で2両が製造された片運転台式の機体で、本形式2両を連結した2両編成での運用を基本とし、本形式2両の間に付随車1両を連結した3両編成での運用も想定したものとなっていた。なお、1938年4月1日の車両称号改正以前の予定形式は国ジハ3型2301-2302号車であった。
本形式は主機および動力伝達装置を台車上に搭載していることが特徴で、動力伝達装置は流体継手とトルクコンバータを並列に接続したフォイト式液体変速装置を使用した液体式となっており、電気制御装置は三菱電機が製造を担当している。一方、ケハ6型は本形式と同じく主機および動力伝達装置を台車上に搭載しているが、動力伝達装置に流体継手と磁星変速機と呼ばれる電磁制御式変速機を組合わせて3両までの重連総括制御を可能とした機械式気動車である。また、台車に主機を搭載する方式は当時の欧州で床下に搭載できないサイズの主機を使用する気動車では広く一般的に採用されていた方式であり、例えば、1932年から製造されたドイツ国営鉄道877型（通称フリーゲンダー・ハンブルガー）およびその量産車である電気式（一部は液体式）急行用流線形気動車や、イタリアで約800両が導入された流線形機械式気動車（通称リットリナ）にも採用されており、こちらは1933年には1両2機関搭載の形式が、1937年には重連総括制御可能な形式が開発されている。
本形式の主機・動力伝達装置を担当した三菱重工業は本形式のほか、ケハ5型201-206号車（旧形式国ジハ2型2201-2206号車、1936年製）の一部、ケハ3型202-205号車（旧形式国ジハ1型2101-2104号車、1936年製）およびケハ6型にディーゼル機関を供給しており、出力75 kWのものはケハ3型に東京機器製作所製の6100VDが搭載されており、出力110 kWのものは、ケハ5型に6100VD型を直列8気筒化した8150VDが、本形式にその改良型の8150VDaが搭載されている一方、ケハ6型には神戸造船所製で予燃焼室式の8T 13.5/16と、その改良型であるY8150VDが搭載されている。また、同社は1936年より南満洲鉄道の依頼により磁星変速機および機関遠隔操作装置などの開発を行い、1937年には南満州鉄道向けに75 kW級および110 kW級気動車用のシンクレア流体継手と磁星変速機の組合わせによる動力伝達装置を神戸造船所にて製造している。
| 形式     | 旧形式        | 製造      | 製造 | 機関           | 機関                                   | 機関   | 機関     | 変速装置 | 変速装置                  |
| 形式     | 旧形式        | 年        | 両数 | 種類           | 形式                                   | 出力   | 搭載位置 | 方式     | 構成                      |
| -------- | ------------- | --------- | ---- | -------------- | -------------------------------------- | ------ | -------- | -------- | ------------------------- |
| ジテ1型  | ジテ1型       | 1935年    | 6両  | ディーゼル機関 | Gebrüder Sulzer6LV25型 新潟鐵工所K6D型 | 338 kW | 床上     | 電気式   | 満鉄式（レンプ式改）      |
| キハ4型  | ケハ5型       | 1937年    | 2両  | ガソリン機関   | ウォーケシャ6RB型                      | 75 kW  | 床下     | 機械式   | 流体継手 + 磁星式変速装置 |
| ケハ6型  | ジハ4型       | 1937-40年 | 6両  | ディーゼル機関 | 三菱8T 13.5/16型 三菱Y8150VD型         | 110 kW | 台車上   | 機械式   | 流体継手 + 磁星式変速装置 |
| ケハ7型  | （国ジハ3型） | 1938年    | 2両  | ディーゼル機関 | 三菱8150VDa型                          | 110 kW | 台車上   | 液体式   | フォイト式液体変速装置    |
| 1. 2. 3. |               |           |      |                |                                        |        |          |          |                           |

## 車体
車体は動台車側から従台車側にかけて運転室兼機械室、乗降デッキ、客室、乗降デッキの配置となっており、窓扉配置は2D10Dで、全長は19707 mm、車体幅は客車より若干狭く、他の気動車と同等の2960 mm、屋根高は約4200-4300 mmであった客車より低く、日本国内の気動車と同水準の3600 mmで、床面高は機関床下搭載の他の気動車より約100 mm低い1200 mmとなっている。
正面は流線形の4枚窓（中央2枚は固定窓、外側2枚は2段窓）で、側面・前面と屋根の境界部が正面中央部に向かって下がる形態であり、車体床下には先頭部から側面乗降扉下のステップ部にかけて流線形のカバーが設置され、前照灯は屋根部中央に埋込式のものが1灯設置されてていたほか、連結面側の外幌は空気抵抗の低減のため、車体断面とほぼ同大のいわゆる全周幌を装備していた。また、車体塗装は軽快なものとすることとされて幕板・吹寄が山鳩色、ウィンドウ・シルと窓枠は油色、腰板および床下スカートは縹色となっていた。南満州鉄道では1934年製のケハ3型（旧形式ジハ2型、床下にも全面的にカバーを設置し側外板に軽合金を使用）、1935年製のジテ1型（1937年製の名古屋鉄道850系に類似の形態）といった流線形気動車を導入しているほか、パシナ型、パシハ型およびダブサ型流線形蒸気機関車も導入しており、本形式の形態はケハ6型と同一で、1936年から製造された鉄道省モハ52形に類似で、縦方向の後退角を若干強めたものとなっている。
乗降扉は幅700 mmの片引扉、側窓は幅819 mmでケハ6型では複層ガラスの1段窓となっていたが、本形式では軽量化のため上段固定・下段は1枚ガラスの上昇窓となっているほか、ウインドウ・ヘッダーを省略していたケハ6型と異なり、窓上下部にウィンドウ・シルが設置されている。また、屋根上にはガーランド形ベンチレーター、主機・ストーブ用各々の煙突が設置されている。
客室には2 + 2列の配置であったケハ7型と異なり、南満洲鉄道の気動車では一般的な2 + 3列のボックス式固定クロスシートが10ボックス配置されており、反運転室側端部の片側をトイレとし、デッキとの出入口のある客室端部2 + 2列として定員は92名となっている。シートピッチは1300 mm、座席幅は3人掛が1330 mm、2人掛890 mmとなっており、暖房装置は機関の排気熱を利用するものであるほか、酷寒期には座席1脚（6名分）を取外してストーブを追設する。
連結器は、増解結の多い運用を想定していたケハ6型では電気回路と空気管を同時に連結できる電気連結器併設の小型密着連結器を装備していたが、片運転台で固定編成的な運用を想定していた本形式は水津式自動連結器と15芯の電気連結器2組を装備しており、ケハ6型で装備されていた車体前後車端部の小さなデッキも設置されていない。

## 主要機器

### 機関
主機として、1936年製のケハ5型に搭載された8150VD型を改良した8150VDa型を1基搭載しており、電磁弁3個を使用した遠方操作機により燃料噴射量を調整して機関を調速する。8150VDから8150VDaへの改良点は、シリンダーライナーの湿式から乾式への変更、燃料噴射ポンプの8シリンダ分の一体化、総括制御のための遠隔操作機の追加などのほか、シリンダー間隔を176 mmから180 mmとしたり、各主軸受が大型化されたりしており、全長は77 mm拡大して1930 mm、全高は199 mm拡大して1190 mmとなっているほか、重量も210 kg増加している
この機関は直列8気筒・4ストローク・直接噴射式、シリンダー内径135 mm × 行程170 mm（排気量19.55 l）、重量1.4 tのもので、標準出力は110 kW / 1500 rpm、最大出力は 129 kW / 1750 rpmであり、燃料噴射ポンプ、燃料噴射装置、起動電動機、充電発電機などは三菱製で、厳冬期における主機の起動困難を考慮して起動電動機は2基を並列に使用する方式としているほか、上部クランクケースはニッケル鋳鉄製、下部クランクケースはアルミ鋳物用合金であるシルミン製、ピストンはアルミニウム製であった。

### 変速機
変速機はドイツのフォイト製の輸入品であるJCL8.8m1型変速装置を1基搭載するが、これを三菱重工業神戸造船所によるライセンス生産品であるとする文献もあるほか、逆転機についてもフォイト製の輸入品を搭載している。
フォイト式の液体変速装置は1932年に最初に開発されたもので、例えばドイツ国営鉄道においては、1934年に820型で試用した後、1935年製で、本形式と同様に110 kWのディーゼル機関と変速（液体変速機）1段/直結（流体継手）1段の変速機を搭載した135 048-050型や、1935-36年製で、本形式と同じくゲルリッツ式台車上に主機・液体変速装置を搭載した3両固定編成の高速気動車である137 153...234型（通称ライプツィヒ）のうち、試作液体式の2編成などにも搭載されているほか、1990年製のJR東日本キハ110形試作車に搭載されたフォイト製T211rz型も本形式のものと同方式の変速（液体変速機）1段/直結（流体継手）1段のものであった。なお、鉄道省の方ではスウェーデンのユングストロームタービン工場が開発したリスホルム・スミス式を採用しており、神戸製鋼所によるライセンス生産品を1936年にキハ42000形2両に搭載して西成線で試用し、レイランド式（リスホルムスミス式変速機をイギリスのレイランド・モーターズで生産したもの）変速機を装備したキハ41000形2両の重連総括制御試験を実施している。
JCL8.8m1型液体変速装置は、入力軸・液体変速機・流体継手・出力軸が同一直線上に配置され、入力軸と液体変速機および流体継手のポンプ羽根それぞれの間、液体変速機および流体継手のタービン羽根それぞれと出力軸との間が各々結合されており、機関から液体変速装置へ伝達された動力は一旦1 : 1.74の歯車1段で増速されて変速装置本体の入力軸に至る構造となっており、機械式摩擦クラッチを有するリスホルムスミス式と比較してシンプルな構造のものとなっている。
変速（液体変速機）/直結（流体継手）の切換は運転台の変速ハンドル操作による電磁空気制御により圧縮空気動作式の液体変速装置制御弁を動作させて液体変速機もしくは流体継手のいずれか片方に変速油を充填し、もう片方からは排油することで切換える方式となっており、本形式では68 - 100 km/hの速度域で変速から直結へ切換えるように設定されている。なお、液体変速機側の最大効率は機関回転数1500 rpmの場合、出力軸回転数1125 rpm付近で約73 %で、ドイツ国営鉄道135 048-050型の液体変速機の最大効率約84 %（流体継手側は通常使用回転数の範囲では約98 %）などより低いものとなっていたほか、入力時に歯車で増速する方式は、変速装置の小型化を図るためにドイツ国営鉄道137 153...234型の液体変速装置にも使用されていたものとなっている。

### 制御機器等
制御回路には直流24 Vを使用しており、蓄電池容量は490 Ah、充電発電機は容量1.2 kWのもので、可能な範囲でケハ6型と制御機器の共通化を図っている。運転室内の主機上部に制御盤を設置して、床下に搭載せざるを得ないもの以外の機器類はここに集約してメンテナンス性を確保しているほか、自車および総括制御している他車の計2両分のスイッチおよび計器類が用意されており、運転台には以下の機器が配置されている。
- 主幹制御器（マスターコントローラーハンドル、逆転ハンドル、変速ハンドル、機関停止スイッチ）
- ブレーキ弁
- 計器類：ブレーキ圧力計、速度計、主機回転計（自車・他車）、充電電流計
- スイッチ類：機関起動スイッチ（自車・他車）、制御回路解放スイッチ（自車・他車）、機関空吹かし用スイッチ、表示灯テストスイッチ
- 表示灯箱（機関運転、逆転機「前」、逆転機「後」、充電発電機異常の各表示灯、いずれも自車・他車）

マスターコントローラーハンドルは「起」（機関起動位置）と、「空」（機関アイドル）および力行1-7ノッチの各位置で主機の遠方操作機の3個の電磁弁を動作させるもの、逆転ハンドルは逆転機操作用の2個の電磁弁、変速ハンドルは液体変速装置制御弁を操作するための2個の電磁弁をそれぞれ動作させるものとなっており、各ハンドルの間には必要なインターロック機構が設けられている。
ブレーキ装置はA動作弁を使用するAMA自動空気ブレーキを装備しており、動台車の基礎ブレーキ装置は両抱式の踏面ブレーキを装備し、ブレーキシリンダーは車体装荷となっている。

### 台車
動台車は主機と動力伝達装置を台車内に組込んでパワーユニットとしたもので、この方式は車体内台車上部に機器カバーが設置されるために客室が狭くなる、台車軸距が長くなるという欠点があるが、整備や故障の際には台車単位でパワーユニットを予備台車と交換できるために車両の非稼働時間を短縮できること、主機と動力伝達装置が車体から分離しているため、騒音・振動が抑制できることなどの利点があった。本形式の前年に製造されたケハ6型は鋳鋼製台枠のイコライザー式台車を装備しているが、本形式ではドイツ国営鉄道のフリーゲンダー・ハンブルガーと類似のゲルリッツ式の動台車を装備して乗り心地の向上を図っている。
動台車は車端側を従軸、車体中央側を動軸として軸距は1750 mm + 1750 mm = 3500 mm、車輪径はいずれも840 mmとなっており、台車枠は外側台枠の鋼材組立て式、枕ばねおよび軸バネはそれぞれ重ね板ばねとコイルばねを直列に接続したもので、軸箱支持方式は軸箱守式となっている。主機および液体変速装置は台車枠の従軸に搭載されて後方に出力されて動軸に装備された逆転機に至るものとなっており、煙突、ラジエーター、液体変速装置油用ラジエーター等は車体側に搭載されている。
従台車は一般的なイコライザー式台車で、軸距1000 mm + 1000 mmの2000 mm、車輪径は動台車と同じ840 mmとなっている。

## 運用
本形式はケハ6型と同時に発注されたものであるが設計・製作が大幅に遅延したため日本車輌製造での完成は1938年6月となり、同年9月に大連付近で実施された試運転が終了し、営業運転を開始している。しかし、「遅くとも正確主義」として、華北 - 満洲 - 朝鮮半島間の旅客輸送の増強や「海上輸送陸運転嫁」に対応した貨物の「増積」を目的としたダイヤ改正が4月に実施された1943年度には気動車のうち本形式2両を含む軽油動車の約1/5、揮発油動車の約1/3が「収容車」として非稼働となっており、各車種の稼働状況は下表の通りであった。
| 形式 車種    | 総日車数 (日車) | 運用外 (日車) | 運用外 (日車) | 運用外 (日車) | 運用 (日車) | 運用 (日車) | 運用 (日車) | 運用 (日車) | 運用 (日車) | 運用 (日車) | 運用 (日車) | 運用 (日車) |
| 形式 車種    | 総日車数 (日車) | 検査 /修繕等  | 予備等        | 収容          | 特急        | 急行        | 普通        | 貨物 /荷物  | 軍用 /警備  | 工事        | 局用        | 入換        |
| ------------ | --------------- | ------------- | ------------- | ------------- | ----------- | ----------- | ----------- | ----------- | ----------- | ----------- | ----------- | ----------- |
| ケハ7型      | 732             | 0             | 0             | 732           | 0           | 0           | 0           | 0           | 0           | 0           | 0           | 0           |
| 揮発油動車計 | 41 237          | 4 398         | 13 272        | 13 195        | 0           | 0           | 10 035.5    | 0           | 0           | 0           | 193.5       | 0           |
| 軽油動車計   | 5 856           | 2 258         | 730           | 1 100         | 0           | 0           | 1 657       | 0           | 0           | 0           | 110         | 0           |
| 重油動車計   | 2 562           | 779           | 417           | 305           | 0           | 0           | 1060.5      | 0           | 0           | 0           | 0.5         | 0           |
| 重油機関車計 | 1 464           | 550           | 251           | 492           | 0           | 0           | 0           | 170.5       | 0           | 0           | 0.5         | 0           |
| 電気機関車計 | 1 809           | 85            | 667           | 0             | 0           | 0           | 0           | 0           | 0           | 0           | 0           | 1 057       |
| 蒸気機関車計 | 712 565         | 135 024.4     | 76 106.5      | 2101          | 0           | 15 532.9    | 65 060.2    | 280 288.5   | 11 011.2    | 13 107.9    | 3 771.8     | 110 560.6   |
| 1. 2. 3. 4.  |                 |               |               |               |             |             |             |             |             |             |             |             |

| 形式 車種    | 総走行距離 (千km) | 総走行距離 (千km) | 総走行距離 (千km) | 総走行距離 (千km) | 総走行距離 (千km) | 総走行距離 (千km) | 総走行距離 (千km) | 総走行距離 (千km) | 総走行距離 (千km) | 1日1車走行距離 (km/日車) | 1日1車走行距離 (km/日車) | 1日平均車数 (車) | 1日平均車数 (車) |
| 形式 車種    | 合計              | 特急              | 急行              | 普通              | 貨物 /荷物        | 軍用 /警備        | 工事              | 局用              | 入換              | 運用日数 あたり          | 総日数 あたり            | 運用日数 あたり  | 総日数 あたり    |
| ------------ | ----------------- | ----------------- | ----------------- | ----------------- | ----------------- | ----------------- | ----------------- | ----------------- | ----------------- | ------------------------ | ------------------------ | ---------------- | ---------------- |
| ケハ7型      | 0                 | 0                 | 0                 | 0                 | 0                 | 0                 | 0                 | 0                 | 0                 | 0                        | 0                        | 0                | 0                |
| 揮発油動車計 | 1 868.5           | 0                 | 0                 | 1.851.7           | 0                 | 0                 | 0                 | 38.7              | 0                 | 182.7                    | 45.3                     | 27.9             | 112.7            |
| 軽油動車計   | 390.9             | 0                 | 0                 | 388.3             | 0                 | 0                 | 0                 | 2.7               | 0                 | 221.1                    | 66.8                     | 4.8              | 16.0             |
| 重油動車計   | 260.9             | 0                 | 0                 | 260.9             | 0                 | 0                 | 0                 | 0.0               | 0                 | 246.0                    | 101.8                    | 2.9              | 7.0              |
| 重油機関車計 | 2.0               | 0                 | 0                 | 0                 | 2.0               | 0                 | 0                 | 0.0               | 0                 | 11.9                     | 1.8                      | 0.5              | 3.0              |
| 電気機関車計 | 83.7              | 0                 | 0                 | 0                 | 0                 | 0                 | 0                 | 0                 | 83.7              | 79.2                     | 46.3                     | 2.9              | 4.9              |
| 蒸気機関車計 | 117 851.4         | 0                 | 7 130.1           | 22 676.0          | 65 570.6          | 2 158.8           | 1 696.5           | 367.6             | 18 251.8          | 236.0                    | 165.4                    | 1364.2           | 1946.9           |
| 1. 2. 3. 4.  |                   |                   |                   |                   |                   |                   |                   |                   |                   |                          |                          |                  |                  |

南満洲鉄道ではディーゼル燃料として撫順炭鉱産のシェールオイルも使用しており、気動車の運行は燃料統制下においても継続されていたが、第二次世界大戦末期には運用中止となっていた。また、南満洲鉄道の気動車の戦後の状況は不明な点が多いが、1954-59年頃に撫順炭鉱の労働者輸送用電車に改造された機体が相当数に及んだとする文献がある。

本形式の運用状況に関して残された記録は多くはないが、本形式をはじめとする南満洲鉄道の気動車に関し、当時南満州鉄道鉄道総局工作局工作課長であった吉野信太郎は
外国技術の粋を取入れこれを十分に消化したことは将来編纂さるべき車輌史の数頁を飾るであろう、現在会社の内燃動車は輌数の割に型式多く過渡期であり、ある意味においては雌伏時代である。（中略）我々は近き将来において欧米のそれにも劣らぬ動車が満洲の実状に即して発達することを期待している。
と述べており、立教大学教授（経済学）の林采成はこの記述なども参考にする形で、
これらの動車（注：ケハ6型、ケハ7型）は遠隔操作ができるだけでなく、三菱製150馬力ディーゼルを台車上に架して修繕、取替の便利を図り、外観的にも流線形車体として、色彩も山鳩色、油色、縹色の三段に分けきわめて軽快であった。とはいうものの、満鉄の内燃動車は「両数の割に型式多く過渡期」「雌伏時代」にあり、まだ満鉄独自の技術にもとづく特定のモデルが定着していなかった
全体的に見て、ディーゼル・エンジンの導入は本格化していない。技術的には蒸気機関車において最先端の水準に達したと評価できるものの、ディーゼルという新技術の導入と定着はなお未解決の課題であったと言わざるを得ない。
と述べている。